# Цзямусы
Цзямусы́ (кит. упр. 佳木斯, пиньинь Jiāmùsī) — городской округ в провинции Хэйлунцзян (КНР) на реке Сунгари.

## География
Цзямусы граничит на северо-западе с городским округом Хэган, на северо-востоке — с Еврейской автономной областью, на востоке — с Хабаровским краем России, на юге — с городскими округами Шуанъяшань, Цитайхэ и городом Харбин.

## История
До XVIII века регион, имеющий обширные плодородные земли, оставался малозаселённым по причине сурового климата и короткого лета. В 1886 году на этой территории появился небольшой торговый пост Дунсин (кит. упр. 东兴镇, пиньинь Dōngxìng zhèn).
С 1906 года в провинции Хэйлунцзян началась ликвидация системы военной администрации, стали вводиться структуры гражданского управления, и эти земли оказались в подчинении Иланьской управы (кит. упр. 依兰府, пиньинь Yīlán fǔ), а в 1910 году был официально образован уезд Хуачуань (кит. упр. 桦川县, пиньинь Huàchuān xiàn), правление которого разместилось в посёлке Дунсин. Впоследствии выяснилось, что в другом месте уже имеется посёлок с названием «Дунсин», поэтому этот посёлок был переименован в Цзямусы. В 1912 году правление уезда переехало в посёлок Мэньлай (кит. упр. 悦来镇, пиньинь Yuèlái zhèn).
В 1932 году в Маньчжурии японцами было создано марионеточное государство Маньчжоу-го. В августе 1934 года в Цзямусы вернулось правление уезда Хуачуань, а 1 декабря 1934 года в Маньчжоу-го было произведено изменение административно-территориального деления, и в посёлке Цзямусы разместилось правительство новой провинции Саньцзян. В 1937 году посёлок Цзямусы получил статус города. В 1937—1938 годах была проложена железная дорога в Суйхуа, Харбин и Муданьцзян.
В ходе советско-японской войны 17 августа 1945 года Цзямусы был занят силами 15-й армии и Амурской военной флотилии 2-го Дальневосточного фронта. Освобождённый от японских оккупантов город перешёл под контроль советской военной администрации.
После окончания Второй мировой войны город Цзямусы стал столицей новой провинции Хэцзян, и такое положение было подтверждено принятой 5 июня 1947 года правительством Китайской республики программой нового административного деления Северо-Востока. Однако правительству Китайской республики так и не удалось установить в провинции свою администрацию: уже в ноябре 1945 года было образовано Народное правительство провинции Хэцзян, ведущую роль в котором играли китайские коммунисты. После вывода весной 1946 года с территории Маньчжурии советских войск народно-демократическая администрация полностью контролировала и город, и провинцию. В мае 1949 года коммунистические власти присоединили провинцию Хэцзян к соседней провинции Сунцзян (которая, в свою очередь, была в 1954 году присоединена к провинции Хэйлунцзян). Цзямусы стал административным центром округа Хэцзян (кит. упр. 合江地区, пиньинь Héjiāng dìqū).
1 января 1985 года округ Хэцзян был ликвидирован, а вместо него был образован городской округ Цзямусы (бывший город Цзямусы превратился в несколько районов городского округа). В 1987 году уезды Лобэй и Суйбинь были переданы в состав городского округа Хэган, а уезд Цзисянь — в состав городского округа Шуанъяшань. В 1991 году уезд Илань был передан в состав города субпровинциального значения Харбин.
В 2016 году уезд Фуюань был преобразован в городской уезд.

## Административно-территориальное деление
|    |                |           |           |               |                  |               |                            |
| #  | Статус         | Название  | Иероглифы | Пиньинь       | Население (2010) | Площадь (км²) | Плотность населения (/км²) |
| 1  | Район          | Цяньцзинь | 前进区    | Qiánjìn qū    | 171 530          | 14            | 11 429                     |
| 2  | Район          | Сянъян    | 向阳区    | Xiàngyáng qū  | 233 855          | 24            | 4167                       |
| 3  | Район          | Дунфэн    | 东风区    | Dōngfēng qū   | 161 740          | 53            | 1887                       |
| 4  | Район          | Цзяоцюй   | 郊区      | Jiāo qū       | 314 586          | 792           | 593                        |
| 5  | Городской уезд | Тунцзян   | 同江市    | Tóngjiāng shì | 179 791          | 6252          | 27                         |
| 6  | Городской уезд | Фуцзинь   | 富锦市    | Fùjǐn shì     | 437 165          | 8227          | 55                         |
| 7  | Уезд           | Хуанань   | 桦南县    | Huànán xiàn   | 468 698          | 4416          | 100                        |
| 8  | Уезд           | Хуачуань  | 桦川县    | Huàchuān xiàn | 202 827          | 2260          | 97                         |
| 9  | Уезд           | Танъюань  | 汤原县    | Tāngyuán xiàn | 255 211          | 3230          | 84                         |
| 10 | Городской уезд | Фуюань    | 抚远市    | Fǔyuǎn shì    | 126 694          | 6260          | 18                         |

## Население
Население урбанизированной части — 1 755 000 человек (2000), городского округа в целом — 2 552 097 жителей (2010).
| Народ     | Численность | %      |
| --------- | ----------- | ------ |
| Китайцы   | 2 254 503   | 95,6 % |
| Маньчжуры | 62 587      | 2,65 % |
| Корейцы   | 26 558      | 1,13 % |
| Хуэй      | 6457        | 0,27 % |
| Монголы   | 4007        | 0,17 % |
| Нанайцы   | 2668        | 0,11 % |
| Сибо      | 245         | 0,01 % |
| И         | 182         | 0,01 % |
| Чжуаны    | 168         | 0,01 % |
| другие    | 935         | 0,04 % |

## Экономика

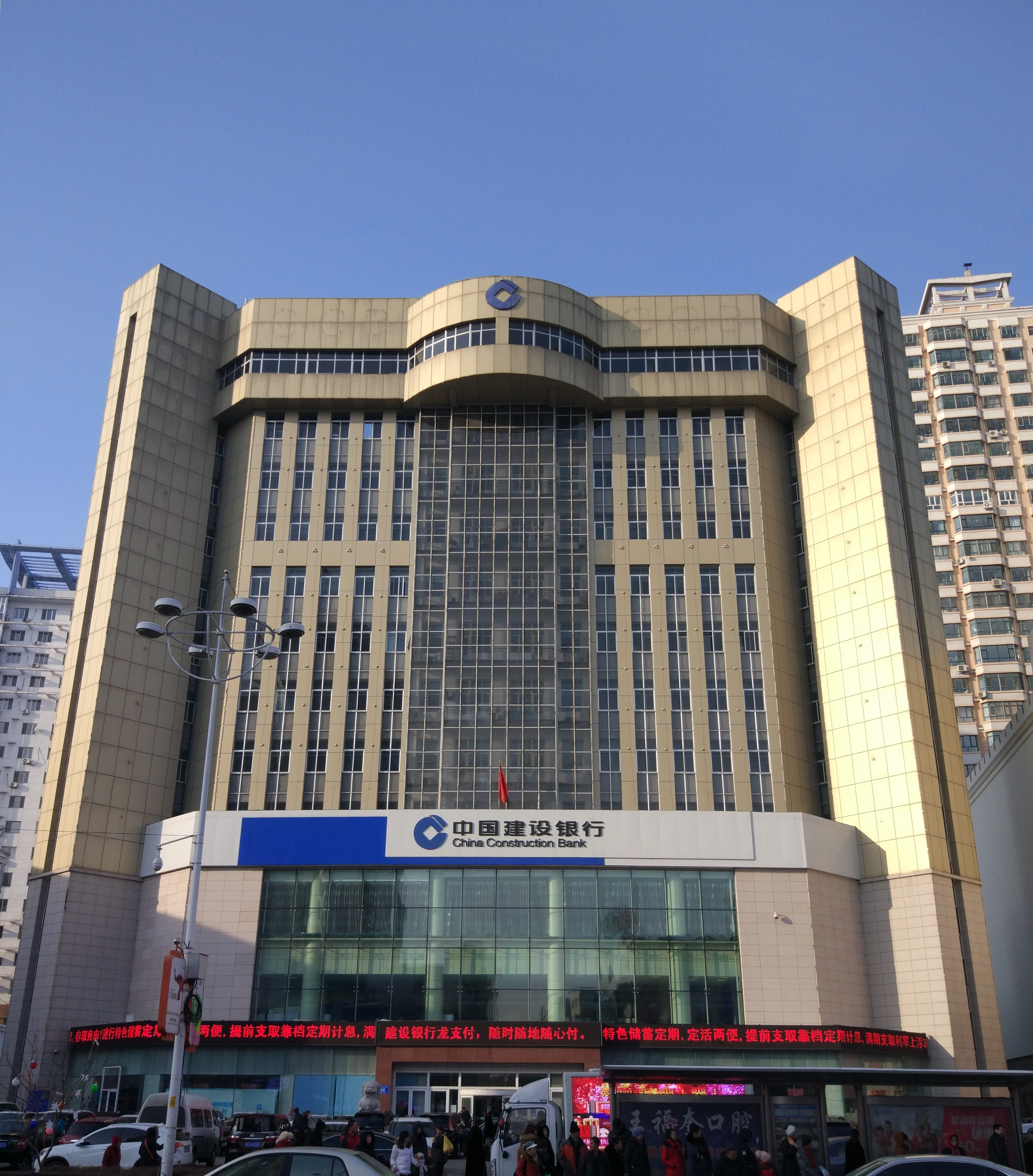
Региональный офис China Construction Bank

Основу экономики составляют логистика и дистрибуция товаров, экспортно-импортные операции с Россией, обрабатывающая промышленность, энергетика, розничная торговля и финансовые услуги. В 2011 году ВВП Цзямусы достиг 62,53 млрд юаней, в 2015 году — 81,01 млрд юаней.
С 1956 года Цзямусы является крупнейшим центром целлюлозно-бумажной промышленности, в нём расположен один из самых больших заводов Китая. Развито производство электроэнергии, строительных материалов (в том числе цемента), химических изделий (в том числе удобрений), продуктов питания, в частности масла и сахара, который производится из местной свёклы.
Международный логистический центр сельскохозяйственной продукции Цзятянь является важным узлом экспорта овощей и фруктов в Россию.

## Транспорт

### Автомобильный
Через город проходит национальное автомобильное шоссе Годао 221.

### Железнодорожный
В декабре 2021 года введена в эксплуатацию 372-километровая высокоскоростная железнодорожная линия Цзямусы — Муданьцзян, которая является частью ВСЖД Цзямусы — Шэньян.

### Авиационный
На территории города находится аэропорт.

## Образование
В городе находится Университет Цзямусы.

## Города-побратимы

### Китайские
- Куньшань, Цзянсу
- Чжанчжоу, Фуцзянь

### Зарубежные
- Нирасаки, Япония
- Комсомольск-на-Амуре, Россия
- Шоалхавен[англ.], Австралия
- Нюрба,Россия